# Чёрная (река, впадает в Сестрорецкий Разлив)
Чёрная — река в Всеволожском районе Ленинградской области и Курортном районе Санкт-Петербурга. Длина — 35 км, площадь водосборного бассейна — 126 км².
Высота истока — 70 м над уровнем моря. Высота устья — 6,8 м над уровнем моря.

## Общие данные
Река Чёрная начинается в болотах озера Пасторское. Притоки Чёрной — река Дранишник, ручьи Сертоловский и Безымянный — берут начало на возвышенности в районе деревни Вартемяги; их истоки находятся вблизи верхнего течения реки Охта.
На 40 км Выборгского шоссе река Чёрная имеет водохранилище Меднозаводский Разлив (недействующее), после протекает через полигон и Дибуны, далее недалеко от посёлка Новосёлки протекает через Сестрорецкое болото и впадает в Сестрорецкий Разлив — искусственное водохранилище, созданное в 1720-е гг. в результате гидротехнических работ по повороту русла реки Сестра (до этих работ Чёрная впадала в Сестру). При впадении в Сестрорецкий Разлив расход воды в среднем 1 м³/сек.
На реке построено несколько плотин и водохранилищ: в д. Дранишники, в г. Сертолово на водохранилищах организованы зоны отдыха. Примерно до 1950-х годов водохранилище было в п. Песочный-Дибуны, но при одном из весенних паводков плотина была разрушена и водохранилище в 50-х годах XX века в п. Песочный перестало существовать. В 1964 году плотина была восстановлена, строителями РСУ исполкома Райсовета. Было образовано водохранилище глубиной до 4 м, которое предполагалось использовать как зону отдыха, но первый же паводок разрушил плотину.
До конца 2012 года в реку поступали плохо очищенные сточные воды из Сертолова.

## Галерея фотографий
- Река Чёрная (Сестрорецкий Разлив)
- Речка Чёрная ниже устья Левашовского канала
- Под 466 школой в п. Песочный
- Часовня у родника на берегу реки
- Берега реки Чёрной у часовни

## Мосты на реке Чёрной
Сверху вниз по течению:
- Мосты через р. Чёрную
- ул. Советская п. Песочный — Сертолово
- ул. Сельская п. Песочный — Дибуны
- В танковом городке у 466 школы
- Песочный — Дибуны у железной дороги
- п. 201 ж/д мост Песочный — Дибуны
- Пешеходный мостик в 2 км от устья
- Пешеходный мостик у впадения Левашовского канала
- Мостик через речку Чёрная недалеко от ЗСД
- Железный мостик на Ленинской экотропе

## Гидрология
На мосту у станции Дибуны был организован пункт наблюдений за гидрологическими характеристиками реки Чёрной исследования проводились Северо-Западным управлением гидрометеорологической службы и Государственного гидрологического института за период 1925—1966 гг. по пунктам наблюдений: п. 201 на р. Чёрной у посёлка Дибуны в 7,7 км от устья при водосборе 88 км².

### Паводковый режим
|         | Дата начала паводка | дата максимального расхода воды | дата конца паводка | максимальный расход воды в м³/сек |
| ------- | ------------------- | ------------------------------- | ------------------ | --------------------------------- |
| средние | 31 марта            | 20 апреля                       | 23 мая             | 54                                |
| ранние  | 9 марта 43 м³/с     | 5 апреля 50 м³/с                | 4 мая 35 м³/с      | 77                                |
| поздние | 19 апреля 56 м³/с   | 7 мая 55 м³/с                   | 12 июня 55 м³/с    | 41                                |

### Доля стока в процентах от годового
| снеговой | дождевой | грунтовый |
| -------- | -------- | --------- |
| 44       | 31       | 25        |

Месячная доля стока зависит от физико-географических факторов: рельефа, почво-грунтов, осадков, геологии. За 19 лет (1947—65 гг.) распределение стока для 50 % обеспеченности по месяцам года для п. 201 (заболоченность 11 %, залесённость 68 %, озёрность 3 %) для р. Чёрная составляет:
| месяц | IV   | V    | VI   | VII  | VIII | IX   | Х    | XI   | XII  | I    | II   | III  | год  |
| ----- | ---- | ---- | ---- | ---- | ---- | ---- | ---- | ---- | ---- | ---- | ---- | ---- | ---- |
| %     | 23,5 | 10,8 | 5,2  | 3,6  | 5,5  | 7,7  | 8,1  | 11,3 | 9    | 6,6  | 4,9  | 3,8  | 100  |
| м³/с  | 2,59 | 1,19 | 0,57 | 0,40 | 0,61 | 0,85 | 0,89 | 1,25 | 0,99 | 0,73 | 0,54 | 0,42 | 0,92 |